# 메리엄캥거루쥐
메리엄캥거루쥐(Dipodomys merriami)는 주머니생쥐과에 속하는 설치류의 일종이다. 학명은 미국 동물학자 메리엄(Clinton Hart Merriam)의 이름에서 유래했다.

## 분포
메리엄캥거루쥐는 미국 남서부와 바하칼리포르니아주, 멕시코 북부의 소노라 사막 상부와 하부 생물 분포대에서 발견된다.

## 아종
| - D. m. ambiguus - D. m. annulus - D. m. arenivagus - D. m. atronasus - D. m. brunensis - D. m. collinus | - D. m. frenatus - D. m. insularis - D. m. margaritae - D. m. mayensis - D. m. melanurus - D. m. mitchelli | - D. m. olivaceus - D. m. parvus - D. m. platycephalus - D. m. quintinensis - D. m. trinidadensis - D. m. vulcani |